# خوسه آلبرتو رکوئرو
خوسه آلبرتو رکوئرو (اسپانیایی: Club Lucha Baron Viver‎؛ زادهٔ ۳ مهٔ ۱۹۷۴) کشتی‌گیر اهل اسپانیا است.